# Філософський словник Шинкарука

Обкладинка 2-го видання 1986 р.

Філософський словник / За ред. В.І.Шинкарука (2. вид. І доп. — К.: Голов. ред. УРЕ, 1986. — 800 с.) — словник основоположника Київської школи філософії. Це словник у другому виданні (перше видання було 1973 року), підготовлений Головною Редакцією Української Радянської Енциклопедії за науковим редагуванням академіка НАН України В.І. Шинкарука та за участю колективу авторів.
Словник було вперше видано в 1973 році у Києві видавництвом Академії наук Української РСР на 600 сторінках. У друге видання включено понад 400 нових термінів, більш як у 1000 статей авторами внесено зміни і доповнення.
Словник містить близько 2000 статей із питань, що стосуються  філософських проблем природознавства, марксизму-ленінізму, діалектичного та історичного матеріалізму, соціології, логіки, методології та логіки наукового пізнання, психології, етики, естетики, історії філософії, наукового атеїзму.